# Toni Cuervo
Antonio Cuervo Fernández (Oviedo, Asturias, España, 10 de mayo de 1932-14 de octubre de 2017), conocido como Toni Cuervo, fue un futbolista y entrenador español que jugaba como defensa.

## Clubes
| Club                    | País   | Año     |
| ----------------------- | ------ | ------- |
| Real Oviedo             | España | 1950-57 |
| Club Atlético de Madrid | España | 1956-57 |
| Real Oviedo             | España | 1957-67 |